# زین‌العابدین رهنما
زین‌العابدین رهنما (۱۵ آذر ۱۲۷۳ یا ۱۲۶۹ در کربلا – ۱۲ تیر ۱۳۶۸ در تهران) نویسنده، مترجم، روزنامه‌نگار و پژوهشگر و سیاستمدار دوره‌های قاجار و پهلوی بود. او از مبتکران تأمین هزینه ساخت راه‌آهن سراسری در ایران بود. حذف القاب مرسوم در دوره قاجار به ابتکار او صورت گرفت و جنبه قانونی یافت.
رهنما رئیس انجمن قلم ایران بود، به زبان‌های عربی و فرانسوی تسلط داشت، قرآن را به زبان فارسی ترجمه کرد (چاپ ۱۳۴۶) که ترجمه او «از نظر توجه خاص به رعایت دستور زبان فارسی» قابل توجه است. مشهورترین آثار رهنما دو کتاب او به نام‌های پیامبر و حسین  است.

## ورود به سیاست
پدرش شیخ‌العراقین مازندرانی بود. او در حوزه علمیه نجف به تحصیل فقه، اصول و زبان عربی پرداخت و سپس به ایران رفت و معلومات خود را در تاریخ و ادبیات فارسی تکمیل کرد. پیش از کودتای ۳ اسفند ۱۲۹۹ و به قدرت رسیدن رضاشاه مدیر روزنامه نیمه‌رسمی ایران شد و سپس به وکالت پنجمین دوره مجلس شورای ملی از تبریز رسید.

## ابتکار تأمین بودجه تأسیس راه آهن
در دوره پنجم مجلس شورای ملی در اواخر دوره قاجار، عده‌ای از تجار تهران جلساتی برای تأمین هزینه ساخت راه‌اهن تشکیل دادند و اعلام آمادگی کردند که برای ساخت راه‌آهن شرکتی تشکیل بدهند.  در پی این مذاکرات، رهنما در نوزدهم آذر ۱۳۰۳ طرحی به امضای خود و هفده نماینده دیگر به مجلس داد که انحصار کامل واردات قند و شکر و چاى و شیرینی‌جات را به دولت واگذار کند تا دولت در ازای صدور مجوز واردات این کالاها برای هر تاجر، از هر یک من قند یا شکر یا شیرینی جات دو قران و از هر یک من چای شش قران دریافت کند، درآمد حاصله نیز فقط برای ساخت راه آهن هزینه شود.  چندی بعد در حالی که این طرح هنوز در مجلس به شور گذاشته نشده بود، دولت سردارسپه محتوای آن را به صورت لایحه ای به مجلس داد و به جای طرح رهنما، آن لایحه به جریان افتاد و چند سال بعد رضا شاه پهلوی بر اساس آن، بودجه ساخت راه آهن را تأمین کرد.
نمایندگانی که ذیل لایحۀ زین‌العابدین رهنما را امضاء کرده بودند از این قرار بودند: 
زین‌العابدین رهنما، محمد‌على طهرانى، حسین دادگر، مهدى زاهدى، سرکشیک‌زاده، وکیل‌الملک، سلیم ایزدى، صدق‌السلطنه، احتشام‌الحکماء، امیر اعلم، عمادالسلطنه، نظم‌الملک عظیمى، هرمزى، مشیرمعظم .
اجرای قانون انحصار قند و چای، و هزینۀ عواید آن برای ساخت راه آهن، از ایده‌های مرتضی‌قلی خان هدایت بوده. وی در کتابی که تحت عنوان «راه نجات» در 1286ش. منتشر کرده به این موضوع اشاره می‌کند، که با تسهیل حمل و نقل می‌توان موجبات افزایش ثروت را فراهم کرد . 
صنیع‌الدوله در هشتم آبان 1289ش. در اولین کابینۀ میرزاحسن مستوفی‌الممالک، جایگزین حکیم‌الملک شد. و در جلسۀ 263 دورۀ اول مجلس شورای ملی در لایحه‌ای به تشریح، هزینه‌های حمل و نقل که بر مردم ایران تحمیل شود و با احداث راه آهن از آن کاسته خواهد شد، اشاره کرد. وی در نطق خود در این جلسه گفت: «... قطعۀ اولی که به نظر من اهم خطوط می‌آید، خطی است که از دریای خزر به خلیج فارس ممتد می‌شود و برای تدارک سرمایه آن چهار کرور محل ضمانت و پرداخت تنزیل و استهلاک لازم است که آن را هم ملت ایران باید نقداً بر عهده بگیرد، بنابراین کلیه تنخواهی که امروزه طرف حاجت ملت و از ادای آن ناگزیر است هشت کرور تومان می‌شود که باید ظرف دو سه سال بر عایدات دولتی افزوده شود تا مقاصد ملی به این شکلی که لازم است به عمل بیاید. برای تدارک این هشت کرور دو ممر در نظر گرفته شده است: یکی تحمیل مالیاتی بر قند و شکر و چای به اندازه یک من تبریز دهشاهی بر قند و شکر و گرو آن که یک قران بر چای از این رهگذر به موجب حساب می‌توان چهار کرور تومان عایدات حاصل نمود. و چهار کرور دیگر را باید از طریق تعدیل مالیات حاضر نمود. ...» 

## حذف القاب
در همین دوره پنجم، دولت سردارسپه در پانزدهم اردیبهشت ۱۳۰۴ لایحه‌ای به مجلس داد که همه لقبهای نظامی که افراد غیرنظامی به کار می برند (مانند سردار، سپهدار و غیره) لغو شد. این لایحه به خواست برخی نمایندگان در همان روز با قید دو فوریت به شور و رأی گذاشته و به عنوان نخستین لایحه دوفوریتی تاریخ قانونگذاری ایران تصویب شد.  ابتکار حذف القاب را سید کاظم سرکشیک‌زاده نماینده لاهیجان از سال قبل شروع کرده و در هفدهم شهریور ۱۳۰۳ طرحی به مجلس داده بود که اعطاى القاب رسمى بکلى متروک شود و کسانی که علاقه به لقب دارند، ملزم شوند برای لقب خود مالیات بپردازند.  هنگامی که لایحه دولت برای حذف القاب نظامی به شور گذاشته شد، سرکشیک‌زاده پیشنهاد داد ماده‌ای به این لایحه افزوده شود و اعطای کلیه القاب لشکری و کشوری را از آن پس ممنوع کند. اما پیشنهادش رأی نیاورد. سپس جلسه برای تنفس تعطیل شد و زین‌العابدین رهنما پیشنهادی همانند و حتی یک گام پیشتر  داد: «کلیه القاب کشوری پس از سه ماه از تاریخ تصویب این ماده الغا خواهد بود». نمایندگانی که به پیشنهاد سرکشیک‌زاده رأی نداده بودند، اکثرشان به پیشنهاد رهنما رأی دادند و تصویبش کردند. رهنما در توجیه پیشنهاد خود گفت:‌

«اخیراً یک کتابی به اسم شاه مغولستان انتشار پیدا کرده و تازه از پاریس فرستاده‌اند اینجا. آن را ملاحظه کنید و ببینید که راجع به القاب ایران چه نوشته است: می‌نویسد که مسئله لقب در ایران اساساً نه تنها دلیل خدمت نیست بلکه کم‌کم الفاظی دارد معمول می‌شود که ما این الفاظ را ترجمه می‌کنیم. آن وقت شروع کرده است ترجمه کردن. مثلاً می‌نویسد: ضیغم‌الملک. ضیغم را او به زبان خودش ترجمه کرده است، حالا ما هم به زبان خودمان ترجمه می‌کنیم یعنی شیرملک. شیرملک که دلیل خدمت نیست و همچنین شهاب‌الملک یا شهاب‌الدوله یعنی تیر دولت. آیا این تیر دولت دلیل خدمت است؟ ما چشم‌های خودمان را بسته‌ایم و در یک محوطه که اسمش ایران است». 

## فراز و فرود در دوره رضا شاه
مجلس پنجم در نهم آبان ۱۳۰۴ به انقراض سلطنت قاجار و انتقال قدرت به رضا خان پهلوی رأی داد که پس از تشکیل مجلس مؤسسان در آذر همان سال و تغییر قانون اساسی، رضا شاه پهلوی شد. در سال ۱۳۰۶ حاج مخبرالسلطنه هدایت نخست‌وزیر شد و رهنما را معاون خود کرد. 
رهنما در سال ۱۳۰۹ به نمایندگی شهر ری به مجلس شورای ملی رفت (دوره هشتم) و در دوره بعد نیز کرسی خود را حفظ کرد اما سپس مغضوب شد و نتوانست به مجلس راه یابد. کمی بعد در  در سال ۱۳۱۴ به دلیل نوشتن مقالات انتقادی علیه رضاشاه و دودمان پهلوی در روزنامه ایران، در زندان قصر زندانی شد. روزنامه از او گرفته شد و اموالش را مصادره کردند. با وساطت مخبرالسلطنه از زندان آزاد شد و تا شهریور بیست در عراق و لبنان زندگی کرد.

## بازگشت به صحنه
پس از شهریور ۱۳۲۰ و اشغال ایران که به کناره‌گیری رضا شاه از سلطنت انجامید، رهنما به ایران بازگشت و روزنامه ایران را پس گرفت  و در فضای باز سیاسی که در کشور ایجاد شده بود، به انتشار آن پرداخت. در آغاز سال ۱۳۲۲ علی سهیلی نخست وزیر او را به معاونت پارلمانی خود برگزید و در یازدهم فروردین به مجلس معرفی کرد. رهنما سپس وزیرمختار ایران در فرانسه و سفیر ایران در چند کشورهای عربی شد.

## درگذشت
زین‌العابدین رهنما در تیر ۱۳۶۸ در سن ۹۵ سالگی به علت کهولت سن در تهران درگذشت و در بهشت زهرای تهران آرامگاه خانوادگی شماره ۴۵۸ به خاک سپرده شد.